# Valanga (personaggio)
Valanga (Avalanche), alter ego di Dominikos Ioannis Petrakis, è un personaggio dei fumetti creato da Chris Claremont (testi) e John Byrne (disegni), pubblicato dalla Marvel Comics. Apparso per la prima volta sulle pagine di Uncanny X-Men n. 141 (gennaio 1981), è uno dei membri più longevi della cosiddetta Confraternita dei mutanti, organizzazione nemica degli X-Men. Mutante greco, Valanga è stato anche associato alla Freedom Force guidata da Mystica.

## Poteri e abilità
Valanga possiede l'abilità di creare potenti vibrazioni dotate di grande potere distruttivo. Se dirette contro piccoli oggetti riescono a polverizzarli, mentre contro edifici e palazzi simulano i danni prodotti da terremoti o valanghe. Crepe, fratture e fessure sono utilizzate e prodotte dal mutante contro i propri nemici da lunghe distanze, mentre nelle vicinanze preferisce afferrare lo sfortunato e scuoterlo fino a tramortirlo. Le vibrazioni prodotte non hanno alcun effetto sul suo organismo.
Oltre alle proprie doti genetiche, Valanga è un ottimo combattente corpo-a-corpo e durante i combattimenti indossa una speciale armatura dotata di elmo metallico, in grado di proteggerlo dagli assalti rivali, che nel corso degli anni è diventata il suo elemento contraddistintivo.

## Altri media
- Valanga è apparso nella serie animata Insuperabili X-Men, all'interno della confraternita dei mutanti di Magneto, anche se il suo elmetto è stato visto solo in pochi episodi.
- Nella serie animata X-Men: Evolution il personaggio si chiama Lance Alvers ed è uno studente della scuola pubblica di Bayville che usa i suoi poteri per fare il vandalo.
- Appare anche nella serie animata Wolverine e gli X-Men.